# Betuel
Betuel este fiul lui Nahor (fiul lui Terah)  cu Milca. El este tatăl lui Rebeca și Laban. 